# Контрастное вещество

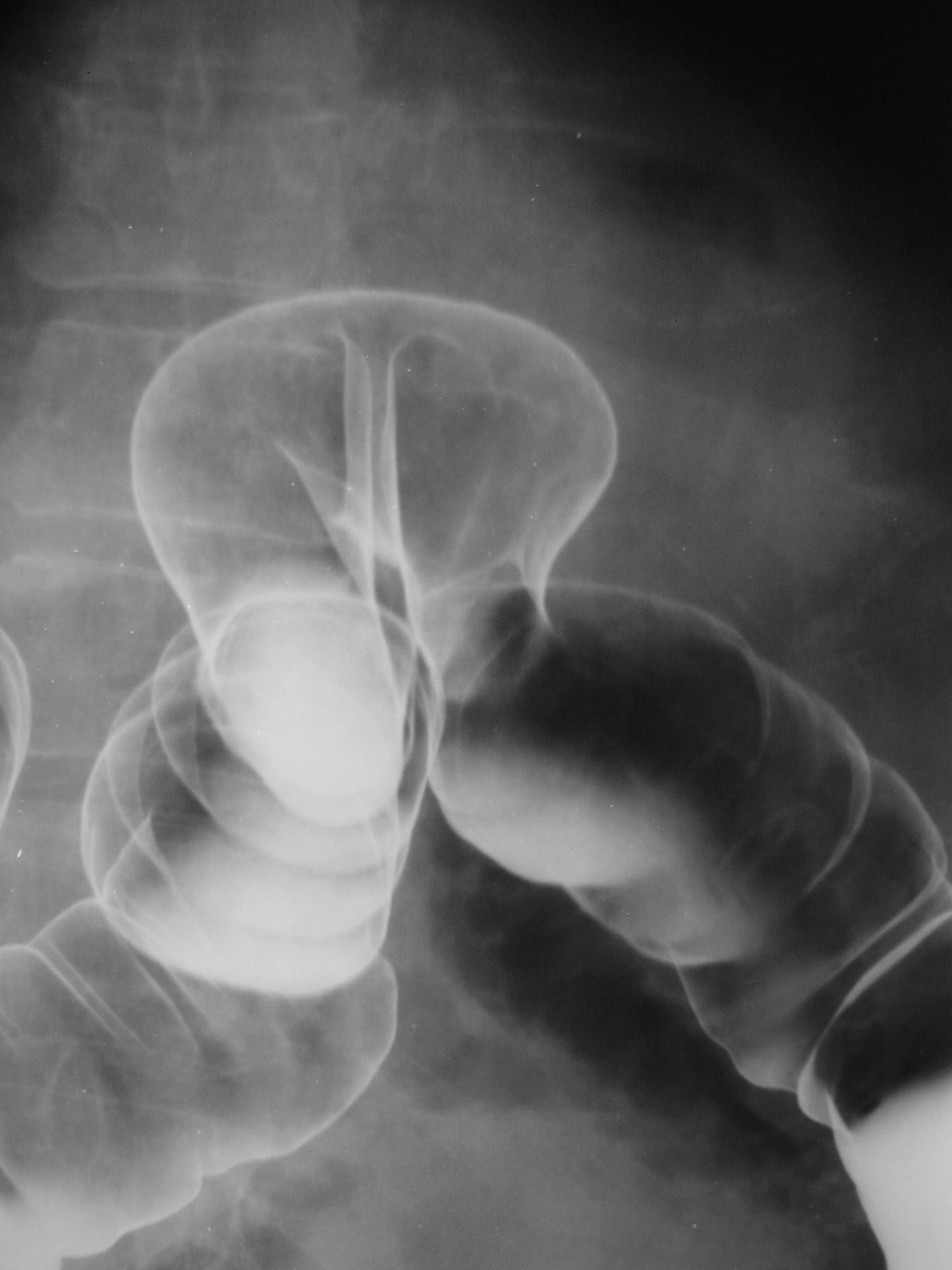
Пример ирригоскопии с двойным контрастированием

Контрастное вещество — препарат, вводимый в полый орган, полость в организме или кровоток и обеспечивающий контрастное усиление при радиологических методах исследования. Используется для визуализации сосудистого русла, внутреннего рельефа органов пищеварительной и выделительной систем, характера накопления и выведения контрастного препарата паренхиматозными органами и т. д.

## История
В зависимости от метода исследования, контрастные вещества отличаются по своему составу и способу введения. История медицинских контрастных веществ начинается в 1931 году с создания первых поглощающих рентгеновские лучи и безвредных для организма препаратов. Наиболее распространённым в классической рентгенологии рентгеноконтрастным веществом является сульфат бария. Главным недостатком этого вещества является его нерастворимость в воде, в связи с чем невозможно использовать сульфат бария там, где есть угроза попадания его за пределы полого органа (в брюшную полость, в кровоток и т. д.). В качестве естественного контрастного вещества используется атмосферный воздух, который, в отличие от сульфата бария, является рентгенонегативным (поглощает рентгеновское излучение слабее тканей тела, создавая рентгенологический эффект «просветления»). Такой способ контрастирования называется пневмографией. Для этой цели может быть использован любой газ. Так, например, для двойного контрастирования желудка больному даётся сода, и образовавшийся углекислый газ раздувает желудок, в который предварительно был введён сульфат бария — это позволяет осмотреть рельеф слизистой и состояние его стенок. В середине 80-х годов XX века были созданы контрастные препараты для МРТ и КТ.

## Рентгеноконтрастные препараты
В целом, все рентгеноконтрастные вещества можно разделить на две большие группы — йодсодержащие (жирорастворимые и водорастворимые) и нерастворимые в воде. Соответственно растворимости, разграничивают их область применения.
Для парентерального применения (при ангиографии, болюсном контрастном усилении и т. д.) используются йодсодержащие водорастворимые контрастные препараты. Они разделяются на ионные и неионные. При внутрисосудистом введении предпочтение отдаётся неионным контрастным веществам, которые, будучи более дорогими, обеспечивают меньший риск побочных реакций (аллергических, нефротоксических и т. д.).
Жирорастворимые контрастные препараты имеют более высокую вязкость, используются при сиалографии, гистеросальпингографии, бронхографии.
Для исследования органов желудочно-кишечного тракта применяются как взвеси нерастворимых в воде веществ (сульфат бария), так и йодсодержащие вещества. Нерастворимые контрастные вещества в целом более безопасные, т.к практически не взаимодействуют с тканями организма. Однако, в некоторых случаях предпочтение отдаётся водорастворимым контрастным веществам — например, при подозрении на перфорацию полого органа или кишечную непроходимость.

## Парамагнитные контрастные препараты
В основе парамагнитных контрастных веществ лежит редкоземельный элемент гадолиний. Контрастные препараты (гадодиамид, гадопикленол) представляют собой растворы водорастворимого соединения гадолиния, который вводится внутривенно и накапливается в областях с повышенным кровоснабжением (например, злокачественных опухолях). Из-за содержания редкоземельных элементов контрастное вещество относительно дорогое — цена одной дозы в 2022 году составляет 5000—10000 рублей. Ряд МРТ-исследований неинформативен без контрастного усиления. Первое парамагнитное контрастное вещество было создано фирмой Bayer в 1988 году.

## Ультразвуковые контрастные средства
Ультразвуковые контрастные средства (эхоконтрасты) способны изменять один из трёх видов взаимодействия тканей и ультразвука — поглощение, отражение или преломление. Наличие микрочастиц (как правило, микропузырьков) в эхоконтрастах усиливает эхосигнал кровотока и изображения тканей благодаря рассеиванию энергии ультразвука.
Ультразвуковые контрастные средства разделяются на внутрисосудистые, внесосудистые и органоспецифичные.
Внутрисосудистые эхоконтрасты представляют собой различающиеся по химическому составу и физическим свойствам вещества с микропузырьками газа. К внутрисосудистым ультразвуковым контрастным средствам относят стабильные (проходящие через капилляры — альбунекс, левовист, перфленапент) и нестабильные (не проходящие через легочные капилляры и захватываемые лёгкими — эховист).
В настоящее время разрабатываются органоспецифические эхоконтрасты. Так, этиловый эфир йоддипамида и перфторуглерод способны проходить через капилляры, после чего они фагоцитируются купферовскими клетками, повышая эхогенность здоровой ткани печени.